# سی‌اس‌سی‌ال آسیا
سی‌اس‌سی‌ال آسیا (به انگلیسی: CSCL Asia) یک کشتی است که طول آن 334m (1,095ft) می‌باشد. این کشتی در سال ۲۰۰۴ ساخته شد.